# Guadalupe-Karakara
Der Guadalupe-Karakara (Caracara lutosa) ist ein ausgestorbener Vogel aus der Familie der Falkenartigen. Von den Bewohnern der Insel Guadalupe wurde er als Queleli bezeichnet.

## Taxonomie
Die Schopfkarakaras werden häufig in die Gattung Polyborus gestellt. Laut der American Ornithologists’ Union ist Caracara der aktuell gültige Gattungsname.

## Beschreibung
Der Guadalupe-Karakara war eng mit dem Schopfkarakara (Caracara plancus) verwandt. Er erreichte eine Länge von 54 Zentimetern. Die Flügellänge betrug 381 bis 418 Millimeter und der Schwanz war 260 bis 286 Millimeter lang. Der Oberkopf, die Unterschwanzdecken und die Handschwingen waren schwarzbraun. Hals, Rücken, mittlere Flügeldecken und etwa zwei Drittel des Schwanzes waren lederbraun mit unregelmäßiger schwarzbrauner und stumpfweißer Bänderung. Die breite Endbinde war schwarzbraun. Die Wangen waren gelbbraun. Die Kehle war weißlich. Brust, Bauch und Oberschenkel waren lederbraun mit einer schwarzbraunen Bänderung. Die Iris war braun. Die Wachshaut war rosa. Der Schnabel war blaugrau. Beine und Füße waren gelb.

## Lebensraum und Lebensweise
Der Guadalupe-Karakara bewohnte trockene, von Kakteen dominierte Prärien und Buschländer auf der mexikanischen Pazifikinsel Guadalupe. Seine Nahrung bestand aus Aas, kleinen Vögeln und Säugetieren, Insekten, Würmern, Krustentieren und gelegentlich Ziegenlämmern. Der Guadalupe-Karakara zeigte keinerlei Scheu vor dem Menschen. Häufig musste er mit Stöcken von den Ziegenherden vertrieben werden, weil er die Lämmer attackierte. Über sein Brutverhalten ist nur wenig bekannt. Ein Nest wurde April 1897 in der Nähe eines Abfallhaufens entdeckt. Zwei Eier sind in den Museumssammlungen vorhanden: Das erste hat die Maße 55 mm × 43 mm und zeigt rötlichbraune Kleckse und Flecken auf weißem Grund. Das zweite misst 67 mm × 50 mm und ist dunkler.

## Aussterben
Die Art wurde durch menschliche Verfolgung innerhalb weniger Jahrzehnte ausgerottet. Der Guadalupe-Karakara wurde 1875 von Edward Palmer entdeckt, der ihn als dreist und zahlreich beschrieb. Weil er gelegentlich Ziegenlämmer erbeutete, wurde er von den Farmern zum „Ziegenmörder“ aufgebauscht und gnadenlos verfolgt. Durch gezielte Vergiftungs- und Abschussaktionen wurde der Bestand des Guadalupe-Karakaras in den 1880er-Jahren stark dezimiert. Um den Ausrottungsfeldzug effektiver zu gestalten, wurde von der Regierung ein hauptamtlicher Karakara-Jäger eingestellt, der keine Mühe hatte, die zahlreich an den Wasserstellen versammelten Vögel abzuschießen. Im Dezember 1900 beobachtete der Naturforscher Rollo Beck elf Exemplare, von denen er neun Exemplare erlegte. Aufgrund der Zutraulichkeit des Guadalupe-Karakaras vermutete Beck damals, dass die Art noch häufig auf Guadalupe vorkommen müsste. Das war jedoch die letzte sichere Beobachtung der Art. Bei einer Suchexpedition im Jahre 1906 wurde trotz der Auslegung von Ziegenkadavern kein Exemplar mehr nachgewiesen.